# Tanaecia cocytina
Tanaecia cocytina är en fjärilsart som beskrevs av Hordfield 1829. Tanaecia cocytina ingår i släktet Tanaecia och familjen praktfjärilar. Inga underarter finns listade i Catalogue of Life.